# Balta arborescens
Balta arborescens är en kackerlacksart som först beskrevs av Hanitsch 1930.  Balta arborescens ingår i släktet Balta och familjen småkackerlackor. Inga underarter finns listade.